# Paolo Marella
Paolo Marella (Rome, 25 januari 1895 – aldaar, 15 oktober 1984) was een Italiaans geestelijke en kardinaal van de Katholieke Kerk. 
Marella studeerde aan het Pauselijk Romeins Seminarie en aan de Koninklijke Universiteit van Rome. Hij werd op 23 februari 1918 priester gewijd door Basilio Pompilj, kardinaal vicaris van Rome. Van 1918 tot 1922 studeerde hij verder en deed pastoraal werk in Rome. In 1922 trad hij in dienst van de Romeinse Curie als staflid van de Congregatie voor de Voortplanting des Geloofs. Paus Pius XI benoemde hem in 1923 tot buitengewoon kamerheer. In 1924 vertrok hij naar de Verenigde Staten om er auditor te worden bij de apostolische delegatie in Washington D.C.. Hij zou daar tot 1933 blijven. 
Paus Pius XI benoemde hem op 15 september 1933 tot titulair aartsbisschop van Doclea en tot apostolisch delegaat in Japan. Hij bleef daar tot 1948 om eenzelfde functie te krijgen in Australië, Nieuw-Zeeland en Oceanië. In 1953 werd hij benoemd tot nuntius in Frankrijk, als opvolger van Angelo Roncalli, die Patriarch van Venetië werd benoemd. Toen deze inmiddels als paus Johannes XXIII paus Pius XII was opgevolgd, creëerde hij Marella kardinaal in het consistorie van 14 december 1959. De Sant'Andrea delle Fratte werd zijn titeldiakonie. In 1960 werd hij benoemd tot aartspriester van de Sint-Pietersbasiliek en tot prefect van de Kerkfabriek van Sint Pieter. Kardinaal Marella nam deel aan het Tweede Vaticaans Concilie en aan het conclaaf van 1963, waarbij Giovanni Battista Montini werd gekozen als paus Paulus VI. In 1964 werd hij president van het nieuw opgerichte Secretariaat voor de Niet-Christenen. In datzelfde jaar was hij pauselijk gezant naar de Wereldtentoonstelling in New York. Tijdens dit bezoek ontving hij een eredoctoraat van de Katholieke Universiteit van Amerika. 
Op 15 maart 1972 werd hij kardinaal-bisschop van het suburbicair bisdom Porto-Santa Rufina. Hij werd in 1977 vice-deken van het College van Kardinalen, maar kon - op grond van zijn leeftijd - niet deelnemen aan het eerste conclaaf en het tweede conclaaf van 1978.
Kardinaal Marella is begraven op Campo Verano. 

## Bron
- Biografische aantekening op The Cardinals of the Holy Roman Church, met foto

- Biblioteca Nacional de España: XX1304150
- Bibliothèque nationale de France: cb122088885 (data)
- CiNii: DA11933636
- Gemeinsame Normdatei: 116768282
- International Standard Name Identifier: 0000 0000 8077 8373
- Library of Congress Control Number: no2010117274
- Bibliotheek van het Japanse parlement: 00539813
- Nationale Bibliotheek van Tsjechië: skuk0003922
- Nederlandse Thesaurus van Auteursnamen: 069018936
- Istituto Centrale per il Catalogo Unico: SBLV078770
- Système universitaire de documentation: 14568573X
- Virtual International Authority File: 162910008